# Friedrich Merz
Joachim-Friedrich Martin Josef Merz, född 11 november 1955 i Brilon i Nordrhein-Westfalen, är en tysk affärsjurist, företagsledare och kristdemokratisk politiker, tillhörande CDU. I december 2021 vann han en medlemsomröstning om vem som skulle bli CDU:s nästa partiledare, och i januari 2022 blev han CDU:s partiledare. Sedan 6 maj 2025 är han Tysklands förbundskansler.

## Biografi
Merz, uppväxt i Brilon som son till en CDU-aktiv domare, är affärsjurist och har varit ordförande för CDU:s ungdomsförbund och ledamot av Europaparlamentet och den tyska förbundsdagen. Åren 2000–2002 var han ledare för CDU i förbundsdagen och oppositionsledare, innan han ersattes av Angela Merkel. Han lämnade politiken år 2009 och arbetade i näringslivet, bland annat som styrelseordförande för den tyska delen av kapitalförvaltningsbolaget Blackrock. Han har bland annat ansvarat för det amerikanska kapitalförvaltningsbolaget Blackrocks verksamhet i Tyskland, och beskrivs som mångmiljonär. Han lämnade sina företagsuppdrag 2018, i samband med att Merkel meddelade sin kommande avgång.
Merz var en av kandidaterna till att bli partiledare för CDU år 2018 och kandiderade även vid partiledarvalet år 2020/2021, men förlorade då mot Armin Laschet. Efter att CDU förlorat förbundsdagsvalet i Tyskland 2021 avgick Laschet, och Merz ställde återigen upp som kandidat till partiledare. Den 17 december 2021 stod det klart att Merz vunnit medlemsomröstningen med 62,1 procent av rösterna, mot tvåan Norbert Röttgen, som fick 25,8 procent. Formellt valdes han till partiledare vid en partistämma i januari 2022.